# Бон-Неса
Бон-Неса (перс. بن نسا) — село в Ірані, у дегестані Базарджан, у Центральному бахші, шагрестані Тафреш остану Марказі. За даними перепису 2006 року, його населення становило 0 осіб.

## Клімат
Середня річна температура становить 11,37 °C, середня максимальна – 30,22 °C, а середня мінімальна – -9,47 °C. Середня річна кількість опадів – 242 мм.
| Клімат поселення                              | Клімат поселення | Клімат поселення | Клімат поселення | Клімат поселення | Клімат поселення | Клімат поселення | Клімат поселення | Клімат поселення | Клімат поселення | Клімат поселення | Клімат поселення | Клімат поселення | Клімат поселення |
| Показник                                      | Січ.             | Лют.             | Бер.             | Квіт.            | Трав.            | Черв.            | Лип.             | Серп.            | Вер.             | Жовт.            | Лист.            | Груд.            |                  |
| Середній максимум, °C                         | 5,68             | 6,90             | 11,13            | 17,62            | 22,43            | 28,58            | 30,22            | 29,68            | 25,11            | 18,66            | 11,87            | 6,36             |                  |
| Середня температура, °C                       | −1,91            | −0,69            | 3,56             | 10,03            | 14,86            | 21,00            | 24,84            | 24,30            | 19,72            | 13,26            | 6,48             | 0,96             |                  |
| Середній мінімум, °C                          | −9,47            | −8,27            | −4,03            | 2,47             | 7,28             | 13,41            | 19,44            | 18,89            | 14,32            | 7,87             | 1,08             | −4,43            |                  |
| Норма опадів, мм                              | 34               | 34               | 45               | 34               | 29               | 4                | 1                | 1                | 0                | 9                | 20               | 31               |                  |
| Середньомісячна швидкість вітру, м/с          | 1.84             | 2.23             | 3.03             | 3.12             | 2.57             | 2.39             | 2.39             | 2.26             | 2.11             | 2.10             | 1.85             | 1.38             |                  |
| Середньомісячна сонячна радіація, кДж/м²·день | 8954             | 12086            | 14730            | 18182            | 22219            | 26661            | 26002            | 23957            | 20760            | 15279            | 10967            | 8877             |                  |
| --------------------------------------------- | ---------------- | ---------------- | ---------------- | ---------------- | ---------------- | ---------------- | ---------------- | ---------------- | ---------------- | ---------------- | ---------------- | ---------------- | ---------------- |
| Джерело:                                      |                  |                  |                  |                  |                  |                  |                  |                  |                  |                  |                  |                  |                  |